# Кавенчин (гміна Тарчин)
Кавенчин (пол. Kawęczyn) — село в Польщі, у гміні Тарчин Пясечинського повіту Мазовецького воєводства.
Населення — 177 осіб (2011).
У 1975-1998 роках село належало до Варшавського воєводства.

## Демографія
Демографічна структура станом на 31 березня 2011 року:
|          | Загалом | Допрацездатний вік | Працездатний вік | Постпрацездатний вік |
| -------- | ------- | ------------------ | ---------------- | -------------------- |
| Чоловіки | 87      | 20                 | 59               | 8                    |
| Жінки    | 90      | 18                 | 54               | 18                   |
| Разом    | 177     | 38                 | 113              | 26                   |